# Кравченко, Андрей Сергеевич (легкоатлет)
Андрей Сергеевич Кравченко (бел. Андрэй Сяргеевіч Краўчанка; 4 января 1986, Мышанка, Гомельская область) — белорусский легкоатлет, серебряный призёр Олимпийских игр 2008 года в десятиборье, серебряный призёр двух чемпионатов мира, чемпион Европы в десятиборье и семиборье. Заслуженный мастер спорта (2008).

## Биография
Андрей Кравченко родился и провёл детство в военном городке Мышанка Гомельской области. Его отец — военнослужащий, чемпион СССР по военному многоборью; мать, Елена Викторовна, тоже имевшая спортивное прошлое, работала в библиотеке воинской части. В школьные годы увлекался лёгкой атлетикой и волейболом.
В 1999 году на областных соревнованиях по пионерскому четырёхборью познакомился с тренерами гомельского училища олимпийского резерва. Спортивные перспективы парня не были очевидными — в то время Кравченко по его собственным словам «маленький был, 167 сантиметров, худой», однако во многом благодаря настойчивости матери он всё же был вызван тренером Михаилом Коноплёвым на сборы в Золотые Пески под Гомелем, где впервые в жизни взял в руки копьё. После этих сборов наставник гомельского спортивного училища Иван Петрович Гордиенко принял Кравченко в свою группу.
Первым крупным достижением Кравченко стала серебряная медаль юниорского чемпионата мира 2003 года в Шербруке. В том же году из-за конфликта с Иваном Гордиенко Кравченко отправился в Финляндию и в течение двух лет тренировался у Павла Хямяляйнена — отца известного белорусского десятиборца Эдуарда Хямяляйнена. Под началом этого специалиста стал победителем молодёжных чемпионатов мира и Европы, однако довольно жёсткие по мнению Кравченко методы работы Хямяляйнена-старшего заставили его вернуться обратно к Гордиенко.
26—27 мая 2007 года на традиционном супертурнире по десятиборью в австрийском Гётцисе Кравченко выиграл золотую медаль, установив личный рекорд — 8617 очков. Новые личные достижения были показаны им сразу в шести видах, входящих в программу десятиборья, а общая сумма очков стала третьим результатом в мире по итогам сезона. В июле 2007 года в Дебрецене Кравченко стал чемпионом Европы среди молодёжи, набрав рекордную для молодёжных чемпионатов сумму в десятиборье — 8492 с отрывом от серебряного призёра Паскаля Беренбруха из Германии на 253 очка. Первый в карьере Кравченко взрослый чемпионат мира, проходивший в Осаке, принёс неудачу — в самом первом виде, беге на 100 м, он допустил фальстарт и был дисквалифицирован.
В 2008 году на зимнем чемпионате мира в Валенсии занял 2-е место с личным рекордом в семиборье — 6234 очка, проиграв только американцу Брайану Клэю (6371). На Олимпийских играх в Пекине из-за невысоких результатов в технических видах Кравченко намного отстал от Брайана Клэя, но в жарком соперничестве с россиянином Александром Погореловым и кубинцем Леонелем Суаресом завоевал серебро. Перед заключительным видом программы — бегом на 1500 м — белорусский спортсмен опережал своих преследователей лишь на 13 очков. На последнем круге «полуторки» Кравченко, со старта бежавший далеко позади Суареса, нашёл в себе силы на резкое ускорение и сократил отставание от кубинца, а перед самым финишем вышел вперёд, показав время 4.27,47. В итоговой таблице Кравченко опередил Суареса на 24 очка — 8551 против 8527.
В 2010 году завоевал бронзовую медаль на летнем чемпионате Европы в Барселоне, однако это соревнование могло завершиться неприятным образом. В первой попытке в секторе для прыжков с шестом Кравченко сломал шест, но дождался помощи со стороны литовского спортсмена Дарюса Драудвилы, отдавшего ему свой снаряд.
В 2011 году в парижском зале «Берси Арена», несмотря на сильный ушиб ноги, случившийся за неделю до отъезда на соревнования, Андрей Кравченко уверенно выиграл первую в карьере золотую медаль зимнего чемпионата Европы, установив в семиборье новый национальный и личный рекорд — 6282 очка. В 2011—2012 годах тренировался под руководством россиянина Владимира Кудрявцева, с сентября 2012 года на протяжении четырёх лет — у гомельского тренера Игоря Леонидовича Сиводедова, от которого вернулся к своему первому наставнику Ивану Гордиенко.
Травма и операция на правом ахилловом сухожилии, которую Андрей Кравченко делал в финской клинике за собственный счёт, не позволили ему выступить на Олимпийских играх в Лондоне. Вернувшись к выступлениям после длительного перерыва, белорусский спортсмен в мае 2013 года стал победителем международного турнира во Флоренции с лучшим результатом сезона в мире — 8390, а в июне — победителем турнира Мирового вызова в Кладно с личным рекордом в толкании ядра. На чемпионате мира в Москве Кравченко, неудачно выступив в беговых дисциплинах, занял 12-е место.
В марте 2014 года Андрей Кравченко во второй раз в карьере завоевал серебряную медаль зимнего чемпионата мира. На «Эрго-Арене» он превзошёл свой же национальный рекорд в семиборье — 6303 очка. В августе того же года в Цюрихе стал победителем чемпионата Европы и лишь одного балла не добрал до повторения своего личного рекорда. В прыжках в высоту Кравченко показал лучший результат в истории чемпионатов Европы среди десятиборцев (2,22). Во время исполнения восьмого вида, прыжков с шестом, он почувствовал боль в левом ахилловом сухожилии, но это не помешало ему с большим преимуществом выиграть следующий вид, метание копья, и выйти в лидеры соревнования.
Из-за травмы, полученной на европейском первенстве, Кравченко в январе, июне и сентябре 2015 года перенёс операции в области левого ахиллова сухожилия и в предолимпийском сезоне не участвовал в соревнованиях. Четвёртая операция, прошедшая в июне 2016 года, сделала невозможным его участие на Олимпийских играх в Рио-де-Жанейро. В общей сложности из-за череды травм и операций Кравченко не мог соревноваться почти 5 лет, но всё же вернулся в десятиборье и в июне 2019 года стал победителем Кубка Белоруссии с результатом 7827 очков.
В 2019 году окончил Академию управления при Президенте Республики Беларусь.

## Общественная позиция
18 августа 2020 года Андрей Кравченко был одним из более чем 400 спортсменов, подписавших Открытое письмо представителей спортивной отрасли Республики Беларусь: «Мы, нижеподписавшиеся, являясь людьми, причастными к белорусскому спорту, выступая в национальных первенствах и чемпионатах страны, а также отстаивая интересы Республики Беларусь на международной спортивной арене, категорически осуждаем многочисленные факты фальсификации результатов выборов президента Республики Беларусь, а также проявление грубого насилия со стороны силовых структур в отношении мирно протестующих граждан». Спортсмены подняли вопрос об отказе от выступления за национальную сборную страны.
Отслужил 15 лет в КГБ, уволился в звании майора.
В ноябре 2020 года за участие в протестах против Александра Лукашенко был уволен из госорганов, а также из сборной Беларуси. Задержан и арестован на 10 суток. В интервью TUT.by Кравченко рассказал об аресте и пыточных условиях заключения.
3 августа 2021 года принял решение остаться жить с женой и дочерью в Германии.

## Результаты выступлений

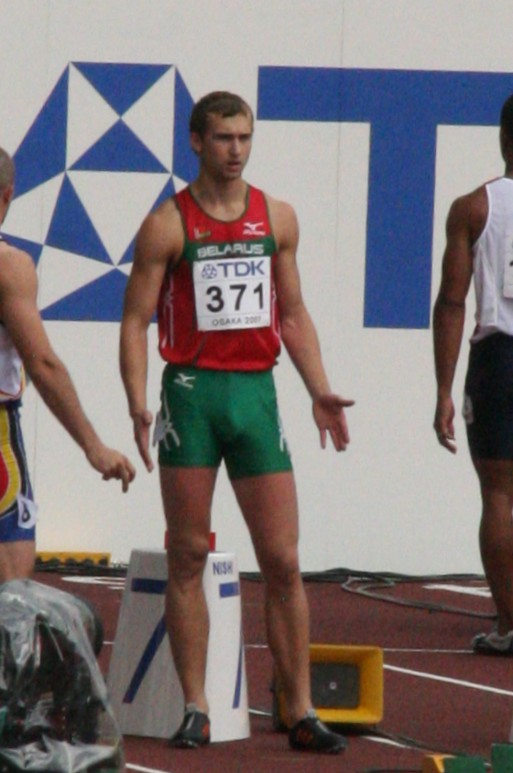
Чемпионат мира-2007. Андрей Кравченко после дисквалификации из-за фальстарта в беге на 100 м

| Год  | Соревнование                 | Город     | Дисциплина  | Место | Очки |
| ---- | ---------------------------- | --------- | ----------- | ----- | ---- |
| 2003 | Юниорский чемпионат мира     | Шербрук   | восьмиборье | 2-е   | 6366 |
| 2004 | Молодёжный чемпионат мира    | Гроссето  | десятиборье | 1-е   | 8126 |
| 2005 | Молодёжный чемпионат Европы  | Каунас    | десятиборье | 1-е   | 7997 |
| 2007 | Чемпионат Европы в помещении | Бирмингем | семиборье   | 3-е   | 6090 |
| 2007 | Молодёжный чемпионат Европы  | Дебрецен  | десятиборье | 1-е   | 8492 |
| 2007 | Чемпионат мира               | Осака     | десятиборье | —     | DNF  |
| 2008 | Чемпионат мира в помещении   | Валенсия  | семиборье   | 2-е   | 6234 |
| 2008 | Кубок Европы по многоборью   | Хенгело   | десятиборье | 1-е   | 8585 |
| 2008 | Олимпийские игры             | Пекин     | десятиборье | 2-е   | 8551 |
| 2009 | Кубок Европы по многоборью   | Щецин     | десятиборье | 1-е   | 8336 |
| 2009 | Чемпионат мира               | Берлин    | десятиборье | 10-е  | 8281 |
| 2010 | Чемпионат мира в помещении   | Доха      | семиборье   | 4-е   | 6124 |
| 2010 | Чемпионат Европы             | Барселона | десятиборье | 3-е   | 8370 |
| 2011 | Чемпионат Европы в помещении | Париж     | семиборье   | 1-е   | 6282 |
| 2012 | Чемпионат мира в помещении   | Стамбул   | семиборье   | 6-е   | 5746 |
| 2013 | Чемпионат мира               | Москва    | десятиборье | 12-е  | 8314 |
| 2014 | Чемпионат мира в помещении   | Сопот     | семиборье   | 2-е   | 6303 |
| 2014 | Чемпионат Европы             | Цюрих     | десятиборье | 1-е   | 8616 |

## Личные рекорды
| Дисциплина  | Результат | Город   | Дата       |
| ----------- | --------- | ------- | ---------- |
| 100 м       | 10,86     | Гётцис  | 26.05.2007 |
| 400 м       | 47,17     | Таланс  | 22.09.2007 |
| 1500 м      | 4.24,44   | Гётцис  | 28.05.2006 |
| 110 м с/б   | 13,93     | Минск   | 17.05.2007 |
| Высота      | 2,22      | Цюрих   | 12.08.2014 |
| Шест        | 5,20      | Хенгело | 29.06.2008 |
| Длина       | 7,90      | Гётцис  | 26.05.2007 |
| Ядро        | 15,19     | Цюрих   | 12.08.2014 |
| Диск        | 47,87     | Минск   | 12.06.2012 |
| Копьё       | 68,11     | Цюрих   | 13.08.2014 |
| Десятиборье | 8617      | Гётцис  | 27.05.2007 |

| Дисциплина | Результат | Город   | Дата       |
| ---------- | --------- | ------- | ---------- |
| 60 м       | 7,03      | Таллин  | 15.02.2008 |
| 1000 м     | 2.39,80   | Париж   | 06.03.2011 |
| 60 м с/б   | 7,90      | Могилёв | 21.02.2010 |
| Высота     | 2,21      | Сопот   | 07.03.2014 |
| Шест       | 5,30      | Хенгело | 09.03.2008 |
| Длина      | 7,75      | Гомель  | 26.01.2012 |
| Ядро       | 15,42     | Сопот   | 07.03.2014 |
| Семиборье  | 6303      | Сопот   | 08.03.2014 |

## Государственные награды и звания
- Заслуженный мастер спорта Республики Беларусь (8 сентября 2008 года) — за достижение высоких спортивных результатов на XXIX летних Олимпийских играх 2008 года в Пекине (КНР), большой личный вклад в развитие физической культуры и спорта[24].

## Личная жизнь
Жена — легкоатлетка Яна Максимова (род. 1989). Пара воспитывает дочь Эмилию.

## Интересные факты
На Олимпийских играх в Пекине интерес фоторепортёров привлекли ноги Андрея Кравченко. На обоих голенях спортсмена можно было видеть татуировки, изображающие в виде пиктограмм все дисциплины, входящие в программу десятиборья: пять видов, проходящих в первый день соревнований десятиборцев, на левой ноге, и пять остальных — на правой.